# 保羅·烏丹加林
保羅·尼可拉斯·塞巴斯提安·烏丹加林-波旁（Pablo Nicolás Sebastián de Todos los Santos Urdangarín y de Borbón，2000年12月6日—），是西班牙王室的成員之一。他是西班牙國王胡安·卡洛斯一世與王后索菲亞的外孫子，伊納基·烏丹加林與克里斯蒂娜公主所生的第二子，也是西班牙王位的第九位繼承人。